# Spider-Man: Brand New Day
Spider-Man: Brand New Day (bra: Homem-Aranha: Um Novo Dia ) é um futuro filme de super-herói estadunidense baseado no personagem Homem-Aranha, da Marvel Comics, co-produzido pela Columbia Pictures e Marvel Studios, e distribuído pela Sony Pictures Releasing. Será o trigésimo oitavo filme do Universo Cinematográfico Marvel e o quarto filme da série de filmes do Homem-Aranha do MCU depois de Spider-Man: No Way Home (2021). O filme é dirigido por Destin Daniel Cretton, a partir de um roteiro de Chris McKenna e Erik Sommers, e estrelado por Tom Holland como Peter Parker / Homem-Aranha ao lado de Zendaya, Jacob Batalon, Sadie Sink, Liza Colón-Zayas, Jon Bernthal, Mark Ruffalo e Michael Mando.
A Sony estava desenvolvendo um quarto filme do Homem-Aranha do MCU em agosto de 2019, junto com No Way Home. A produtora Amy Pascal revelou em novembro de 2021 que a intenção era que este fosse o primeiro de uma nova trilogia de filmes do Homem-Aranha de Holland, com o trabalho na história começando em dezembro. McKenna e Sommers retornaram como roteiristas dos filmes anteriores em fevereiro de 2023, Cretton foi contratado para dirigir em outubro de 2024, e o título foi anunciado em março de 2025. As filmagens começaram em agosto de 2025 com filmagens em Glasgow, Escócia, enquanto o trabalho de soundstage ocorrerá no Pinewood Studios, na Inglaterra.
Spider-Man: Brand New Day está programado para ser lançado nos Estados Unidos em 31 de julho de 2026. Fará parte da Fase Seis do MCU.

## Elenco
- Tom Holland como Peter Parker / Homem-Aranha:
Um ex-Vingador que recebeu habilidades de aranha, após ser mordido por uma aranha radioativa.[2] Após Quentin Beck revelar a sua identidade secreta, o Dr. Stephen Strange fez um feitiço no final do filme Spider-Man: No Way Home (2021), o mundo esqueceu que Peter Parker é o Homem-Aranha e agora ele está focado em proteger a cidade de Nova York dos crimes urbanos.[3]
- Zendaya como Michelle "MJ" Jones-Watson: Ex-colega de classe e ex-namorada de Peter.[4]
- Jacob Batalon como Ned Leeds: Ex-melhor amigo de Peter.[4]
- Sadie Sink.[5]
- Liza Colón-Zayas.[6]
- Jon Bernthal como Frank Castle / Justiceiro:
Um vigilante que visa combater o submundo do crime por todos os meios necessários, não importa o quão letais sejam os resultados.[4] O produtor Kevin Feige disse que o personagem teria uma "tonalidade diferente" no filme em comparação com suas aparições anteriores no MCU, que se inclinam mais para suas ações violentas do que a classificação deste filme permite.[7]
- Mark Ruffalo como Bruce Banner / Hulk: Um ex-Vingador e cientista genial que, por causa da exposição à radiação gama, se transforma em um monstro quando fica enfurecido ou agitado.[8]
- Michael Mando como Mac Gargan / Escorpião: Um criminoso que foi capturado pelo Homem-Aranha e preso no filme Spider-Man: Homecoming (2017).[8]

Além disso, espera-se que Charlie Cox reprise seu papel como Matt Murdock / Demolidor, um advogado cego com sentidos sobre-humanos de Hell's Kitchen, Nova York, que leva uma vida dupla como um vigilante mascarado e foi o advogado de Peter durante os eventos de No Way Home.

## Produção

### Desenvolvimento

#### Interesse e atraso no roteiro
Foi relatado em agosto de 2019 que a Sony Pictures estaria desenvolvendo um quarto filme do Homem-Aranha do Universo Cinematográfico Marvel (MCU) junto com o terceiro, Spider-Man: No Way Home (2021), depois de coproduzirem Spider-Man: Homecoming (2017) e Spider-Man: Far From Home (2019) com a Marvel Studios e seu presidente Kevin Feige. Mais tarde naquele mês, a Sony disse que faria No Way Home sem a Marvel Studios e Feige depois que as negociações para atualizar o acordo de produção entre as duas empresas falharam. Após uma reação negativa dos fãs, a Sony e a Disney, empresa controladora da Marvel, retornaram às negociações e anunciaram um novo acordo no final de setembro, que permitiu que a Marvel Studios e Feige produzissem No Way Home para a Sony com a produtora Amy Pascal. Em fevereiro de 2021, Holland disse que No Way Home era o último filme de seu contrato, mas que esperava continuar interpretando Peter Parker / Homem-Aranha no futuro. Zendaya, que interpreta Michelle "MJ" Jones-Watson no MCU, disse em julho que não sabia se outro filme do Homem-Aranha seria feito. Em outubro, Holland disse que No Way Home estava sendo tratado como "o fim de uma franquia" que começou com Homecoming, com quaisquer filmes solo adicionais apresentando os personagens do Homem-Aranha do MCU sendo diferentes da primeira trilogia de filmes e apresentando uma mudança de tom.
Um mês depois, Holland disse que não tinha certeza se deveria continuar fazendo filmes do Homem-Aranha e sentiu que teria "feito algo errado" se ainda estivesse interpretando o personagem na casa dos trinta. Ele expressou interesse em um filme com foco na versão do Homem-Aranha de Miles Morales ao invés de Peter. Apesar disso, Pascal esperava continuar trabalhando com Holland em futuros filmes do Homem-Aranha, e disse que o trabalho no primeiro filme de uma nova trilogia estava prestes a começar. O The Hollywood Reporter informou que a Sony ainda não tinha planos oficiais para mais filmes do Homem-Aranha do MCU, mas o estúdio esperava continuar sua colaboração com a Marvel Studios. Holland disse que não sabia sobre os planos para futuros filmes do Homem-Aranha, mas haviam algumas "coisas muito, muito emocionantes" sendo discutidas e ele sentia que a franquia tinha um futuro brilhante. No mês seguinte, ele acrescentou que havia alcançado o que queria com o personagem e estava pronto para dizer adeus ao papel se não acabasse estrelando outro filme, mas ficaria triste em deixar a franquia. Pascal expressou sua esperança de que a parceria entre a Sony e a Disney durasse para sempre, e Feige prometeu que ela não fracassaria novamente como aconteceu durante o desenvolvimento de No Way Home. Ele disse que Peter, de Holland, retornaria em outro filme do MCU em algum momento e confirmou que começou a discutir a história do próximo filme do Homem-Aranha com Pascal, Sony e Disney. Isso daria continuidade à "decisão importante" de Peter no final de No Way Home de fazer todos esquecerem quem ele é.
Em abril de 2022, após a saída de Jon Watts da direção de The Fantastic Four: First Steps (2025), da Marvel Studios, a Sony esperava que Watts retornasse para o próximo filme do Homem-Aranha. Um mês depois, o CEO e presidente da Sony Pictures, Tom Rothman, confirmou que esperava que "todo o grupo" dos filmes anteriores retornasse, incluindo Watts, Holland e Zendaya. Feige disse em fevereiro de 2023 que eles tinham uma história para o filme com "grandes ideias" e que os roteiristas haviam começado a trabalhar nela, mas isso foi colocado em espera em maio por causa da greve dos roteiristas dos Estados Unidos de 2023. Pascal disse que o trabalho no filme seria retomado após o fim da greve. Holland disse que esteve envolvido em reuniões sobre o filme, e estas também foram suspensas por causa da greve dos roteiristas. Ele ficou feliz com o raciocínio criativo proposto para a produção de um quarto filme, mas ficou apreensivo com o estigma que cerca quartos filmes em franquias e sentiu que eles "fizeram um grande sucesso com nossa primeira franquia e há uma parte de mim que quer sair com a cabeça erguida e passar o bastão" para outro ator.

#### Reiniciando o trabalho ativo
A greve dos roteiristas terminou no final de setembro de 2023, e Holland confirmou em novembro que as discussões sobre o filme haviam sido retomadas. Ele afirmou que só retornaria para um quarto filme se este "fizesse justiça ao personagem". O jornalista Jeff Sneider relatou no início de 2024 que a Marvel Studios estava considerando Drew Goddard e Justin Lin para dirigir; que Chris McKenna e Erik Sommers retornaram dos três filmes anteriores do Homem-Aranha para escrever o roteiro; que Holland e Zendaya deveriam retornar; e que as filmagens estavam programadas para começar em setembro ou outubro daquele ano, atrasando as filmagens da terceira temporada de Euphoria (2026) para acomodar a agenda de Zendaya. A Variety informou em março que o roteiro ainda estava sendo trabalhado e não havia diretor nem data de filmagem definida. No mês seguinte, Holland disse que eles dariam aos roteiristas o tempo necessário para trabalhar no roteiro após a greve. Ele acrescentou que "sempre quis fazer filmes do Homem-Aranha" e deve sua carreira à franquia, mas reiterou que queria ter certeza de que o próximo filme seria feito da maneira certa para preservar o legado da trilogia anterior. Holland pôde ter mais influência na história do quarto filme porque esteve envolvido no processo criativo muito antes do que nos filmes anteriores do Homem-Aranha. Feige disse em julho que um rascunho do roteiro seria enviado "relativamente em breve", e Watts pode não estar disponível para dirigir devido à sua agenda lotada com outros projetos. Watts acabou optando por não dirigir o filme.

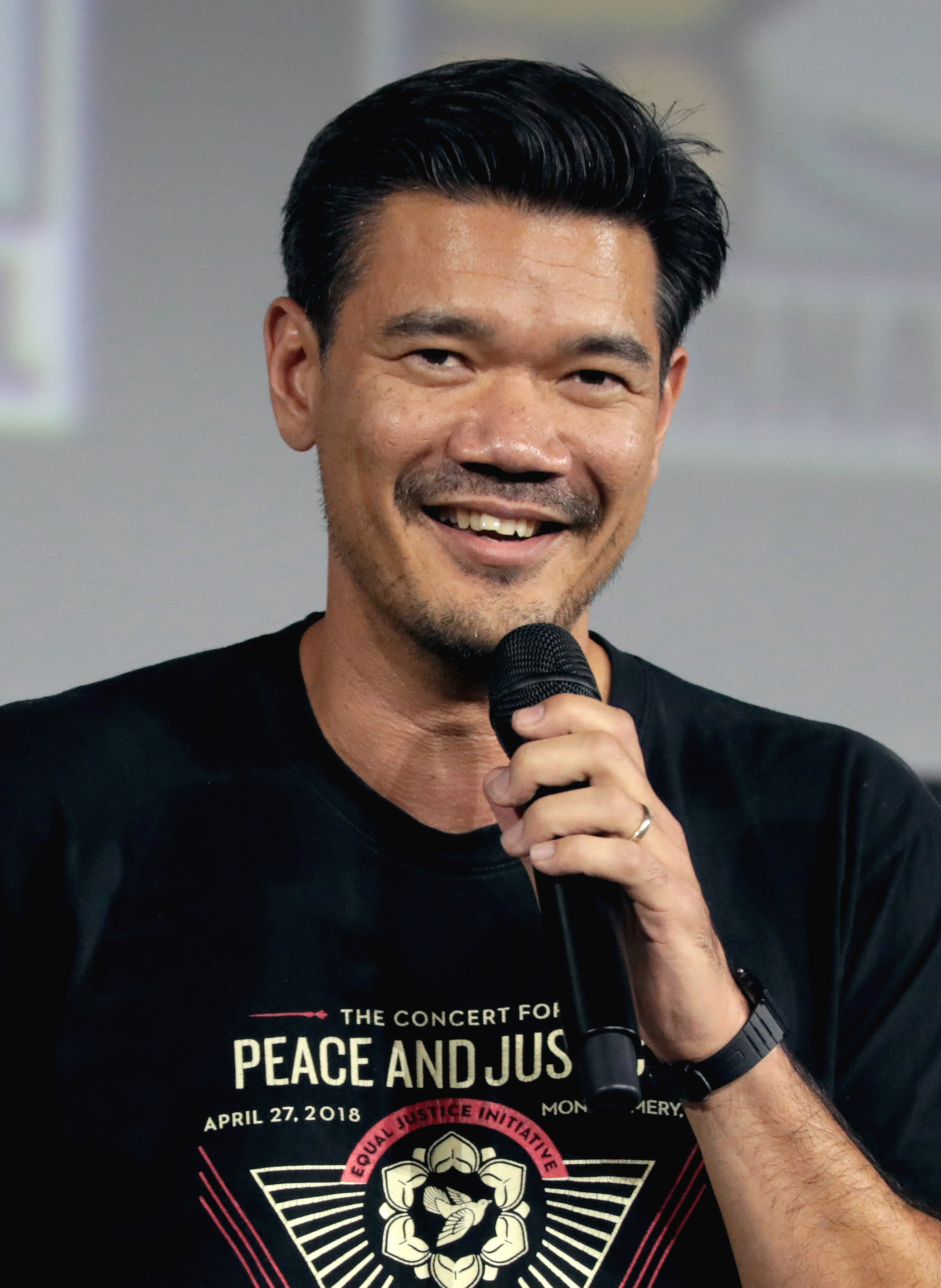
Destin Daniel Cretton foi contratado para dirigir o filme após seu trabalho em vários outros projetos para a Marvel Studios.

Após mais trabalhos no roteiro, os estúdios começaram a se reunir com diretores. Em setembro de 2024, Destin Daniel Cretton era a principal escolha para dirigir, quando ele estava em conversas iniciais. Ele dirigiu o filme Shang-Chi and the Legend of the Ten Rings (2021) para a Marvel Studios e assinou um acordo geral com eles em dezembro de 2021 que incluía dirigir uma sequência para o filme e desenvolver a série Wonder Man (2025), do Disney+. Cretton também foi contratado para dirigir o filme crossover Avengers: The Kang Dynasty em julho de 2022, mas desistiu em novembro de 2023 devido a atrasos no cronograma. O filme foi posteriormente retrabalhado em Avengers: Doomsday (2026). O quarto filme do Homem-Aranha foi considerado a prioridade da Marvel Studios em relação a uma sequência de Shang-Chi. Também em setembro de 2024, McKenna e Sommers foram confirmados como roteiristas do filme, Holland e Zendaya estavam em negociações para retornar, e as filmagens estavam previstas para começar no início de 2025. Sneider relatou uma data de lançamento planejada para 2026 e questionou a extensão do papel de Zendaya em comparação aos filmes anteriores do Homem-Aranha devido à sua agenda lotada em 2025 filmando a terceira temporada de Euphoria e o filme Dune: Part Three (2026). Em outubro, Holland disse que ficou animado depois de ler um rascunho do roteiro com Zendaya, embora achasse que ainda precisava ser trabalhado. Ele disse que um dos desafios era se encaixar no plano geral do MCU e descreveu o cronograma necessário para isso como "uma tarefa difícil, mas definitivamente alcançável com as pessoas fantásticas que temos trabalhando nisso agora". Ele disse que as filmagens começariam em meados de 2025, trabalhando em torno de seus compromissos com Doomsday e o filme The Odyssey (2026). Zendaya não precisava mais se preocupar com as filmagens de Duna: Parte Três, que foram adiadas para o início de 2026. Logo após os comentários de Holland, foi confirmado que ele e Cretton assinaram contrato para o quarto filme do Homem-Aranha. O lançamento estava previsto para 24 de julho de 2026.
Em novembro de 2024, não estava mais claro se Zendaya reprisaria seu papel depois de se juntar a Holland em The Odyssey. Sneider relatou que as filmagens não deveriam começar antes do final de 2025 ou início de 2026 e havia potencial para a data de lançamento ser adiada até 2027 como resultado, em parte porque a Sony não planejava lançá-lo no mesmo ano do filme da animação Spider-Man: Beyond the Spider-Verse, que deveria estar pronta para um lançamento em 2026 naquele momento; Beyond the Spider-Verse foi programado para ser lançado em 2027. Em dezembro, Sneider relatou ainda que o papel de Zendaya havia sido "severamente reduzido" devido à sua agenda, com as filmagens programadas para ocorrer de junho a outubro de 2025, entre as filmagens da terceira temporada de Euphoria e Dune: Part Three. Ele também relatou que Charlie Cox estava programado para reprisar seu papel como Matt Murdock / Demolidor, de No Way Home e outras produções do MCU; simbiontes alienígenas foram incluídos no roteiro; um novo grupo de colegas de Peter seria apresentado; e Sacha Baron Cohen era esperado para aparecer como Mefisto, reprisando seu papel do final da série da minissérie Ironheart (2025), do Disney+.

### Pré-produção
Em fevereiro de 2025, as filmagens foram confirmadas para começarem em meados de 2025 em Londres, e a data de lançamento foi adiada em uma semana, para 31 de julho de 2026, para se distanciar do lançamento de The Odyssey no início daquele mês. A Variety informou que ainda não estava claro se Zendaya retornaria para o filme, enquanto o Deadline Hollywood informou que ela retornaria, mas seu contrato ainda não havia sido finalizado. Sadie Sink foi escalada para um papel significativo em março, após rumores de que ela poderia interpretar a integrante dos X-Men, Jean Grey, no MCU. No painel da Sony na CinemaCon no final do mês, Holland e Cretton anunciaram o título como Spider-Man: Brand New Day, derivado da história em quadrinhos "Brand New Day" de 2008. Holland descreveu o filme como um "novo começo" após o final de No Way Home. Esperava-se que Zendaya e Jacob Batalon retornassem, com Batalon reprisando seu papel como Ned Leeds, enquanto Sneider relatou que o filme aconteceria simultaneamente aos eventos de Doomsday e ele não esperava que Holland aparecesse nesse filme como resultado. Liza Colón-Zayas se juntou ao elenco em maio.
Zendaya e Batalon foram confirmados para retornar em junho de 2025, mas a extensão de seus papéis não estava clara. Foi revelado que as filmagens começariam em agosto. Além disso, foi revelado que Jon Bernthal reprisaria seu papel como Frank Castle / Justiceiro no filme do MCU. Borys Kit, do The Hollywood Reporter, disse que a adição de Bernthal indicava que Brand New Day poderia ter uma história mais fundamentada devido à caracterização e ao passado do Justiceiro, e questionou como sua natureza violenta se traduziria na propriedade "family-friendly" do Homem-Aranha. Feige confirmou o papel de Bernthal um mês depois. Ele disse que o final de No Way Home foi uma promessa ao público de que eles veriam Holland como um "verdadeiro Homem-Aranha" pela primeira vez, com o personagem sozinho e lutando contra o crime urbano na cidade de Nova York, em vez de lidar com "eventos que acabariam com o mundo". Por isso, a Marvel queria incluir outros heróis urbanos no filme com os quais o Homem-Aranha de Holland não havia interagido antes, como o Justiceiro. Feige observou que o último foi introduzido em uma história em quadrinhos do Homem-Aranha, especificamente The Amazing Spider-Man vol. 1 #129 (1974). Ele disse que Cretton tinha oito ou nove capas de histórias em quadrinhos na parede do departamento de arte, que ele planejava recriar no filme, aparentemente incluindo a capa de The Amazing Spider-Man #129. A figurinista Sanja Milkovic Hays retornou de No Way Home e outros filmes do MCU. Charles Wood retornou como designer de produção de produções anteriores do MCU.
Após rumores de que Mark Ruffalo reprisaria seu papel como Bruce Banner / Hulk no filme, sua escalação foi confirmada com o início das filmagens em agosto de 2025. Aaron Couch e Borys Kit, do The Hollywood Reporter, disseram que o papel de Ruffalo no filme só se "consolidava" à medida que o roteiro era elaborado antes das filmagens. Eles notaram que os filmes anteriores do Homem-Aranha do MCU apresentaram uma grande estrela coadjuvante do MCU — Robert Downey Jr. como Tony Stark / Homem de Ferro em Homecoming, Samuel L. Jackson como Nick Fury em Far From Home e Benedict Cumberbatch como Dr. Stephen Strange em No Way Home — como parte do acordo especial da Sony e da Marvel Studios, e compararam isso aos quadrinhos Marvel Team-Up, que mostram o Homem-Aranha se unindo a diferentes heróis. Eles sentiram que Brand New Day estava "mexendo nas cartas" ao apresentar Bernthal e Ruffalo. Este último fez uma aparição especial em Shang-Chi para Cretton.  Holland já havia demonstrado interesse em uma parceria entre o Homem-Aranha e o Hulk no MCU, gostando de uma imagem dos quadrinhos da dupla juntos e acreditando que eles deveriam ter uma dinâmica de "irmão mais velho-irmão mais novo". Além disso, Michael Mando estava escalado para reprisar seu papel como Mac Gargan / Escorpião, de Homecoming, dando continuidade à prévia de mais história para o personagem na cena pós-créditos do filme.

### Filmagem

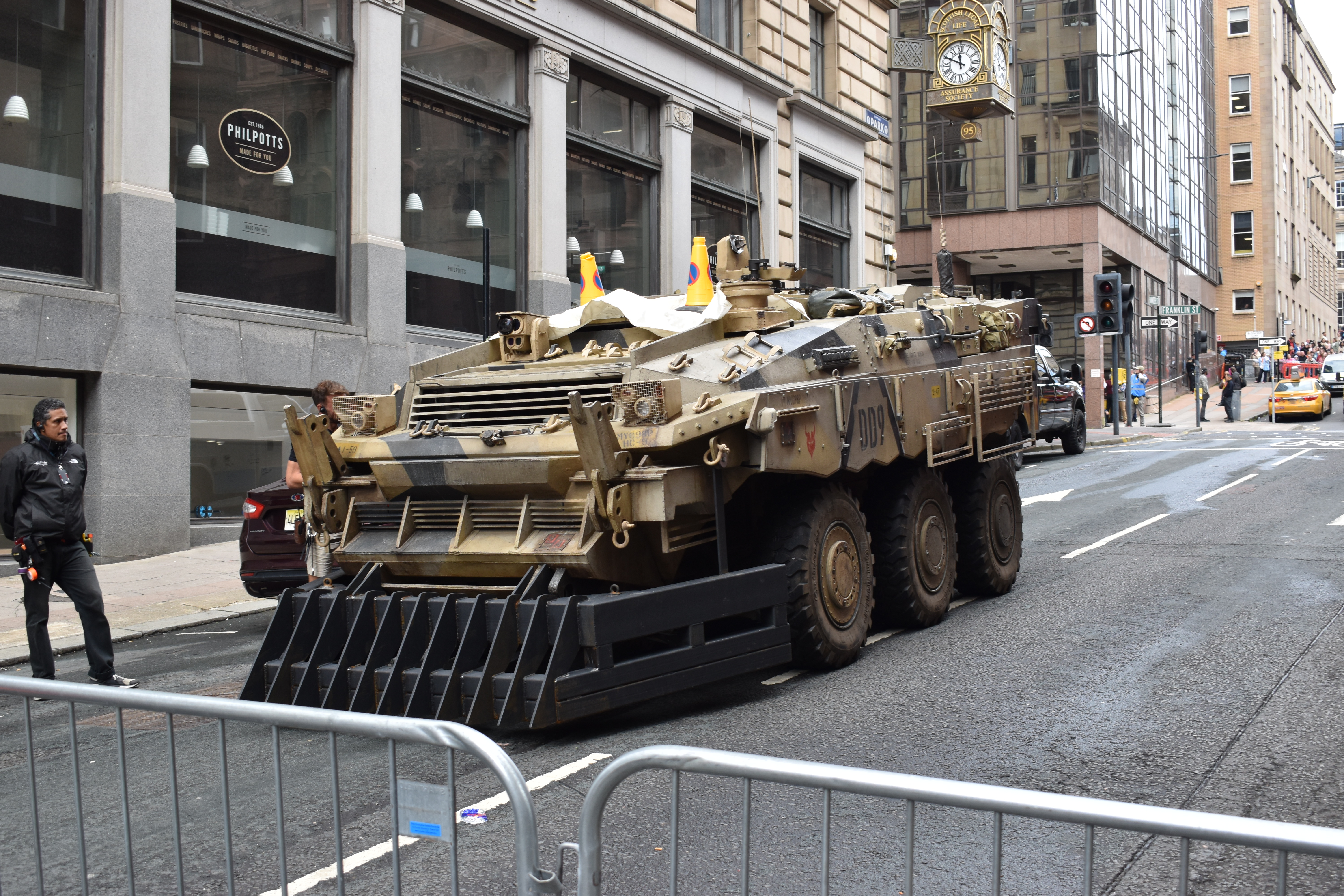
Um veículo blindado do filme fotografado durante as filmagens em Glasgow, Escócia, em agosto de 2025.

As filmagens principais começaram em 1º de agosto de 2025, em Glasgow, Escócia, sob o título provisório Blue Oasis, com Brett Pawlak retornando como diretor de fotografia de muitos dos filmes anteriores de Cretton. As filmagens estavam previstas para começar no início de 2025, mas foram ajustadas para atender a outros compromissos de Holland, incluindo as filmagens de The Odyssey, que aconteceram primeiro. A produção está programada para durar cerca de duas semanas no centro da cidade de Glasgow, incluindo Merchant City, George Square e Trongate, para cenas ambientadas na cidade de Nova York, e uma das cenas de ação do filme. Holland estava animado para começar as filmagens com gravações em locações, retornando à sensação de fazer Homecoming, depois que a produção de No Way Home ficou restrita a soundstages devido à pandemia da COVID-19. Ele ficou feliz que os fãs puderam vivenciar o início das filmagens com o elenco e a equipe. Fotos do set mostraram vários veículos de combate em Glasgow que exibiam um logotipo de demônio vermelho. Bradley Russell, da Total Film, observou que esses logotipos lembravam o símbolo da gangue Inner Demons, liderada pelo Senhor Negativo nos quadrinhos, e especulou que o Senhor Negativo poderia aparecer no filme. Paul Trainer, do Glasgow World, relatou que o cenário de Glasgow estava usando um busto de referência no formato de uma cabeça de rinoceronte, semelhante ao design do personagem dos quadrinhos, Rino. As filmagens ocorreram no Cemitério Brookwood, em Surrey, Londres, em 7 de agosto. Naquela época, as filmagens em Glasgow foram estendidas até 26 de agosto, para a filmagem de um comercial. O trabalho de soundstage para Brand New Day acontecerá no Pinewood Studios em Buckinghamshire, Inglaterra.

## Marketing
Cretton discutiu o filme no painel da Sony na CinemaCon em março de 2025 e Holland apareceu por meio de uma mensagem de vídeo para anunciar o título. Os comentaristas notaram a adequação do título, considerando que o enredo da história em quadrinhos "Brand New Day" explora um reboot do personagem e da história do Homem-Aranha após os eventos do enredo "One More Day" de 2007-08, semelhante ao reboot de Peter Parker no final de No Way Home. Também houve especulações sobre o impacto que os eventos do Doomsday teriam no filme. Diego Peralta, do ComicBook.com, questionou se o projeto adaptaria elementos específicos das histórias em quadrinhos, como Peter fazendo um acordo com Mefisto para ressuscitar sua tia May Parker após sua morte em No Way Home, ou se o título seria apenas uma referência à nova vida de Peter. Kevin Erdmann, do Screen Rant, disse que as histórias "One More Day" e "Brand New Day" foram controversas com os leitores, em parte porque reverteram o desenvolvimento do personagem e os relacionamentos do Homem-Aranha. Ele sentiu que o filme poderia seguir uma história semelhante sem cometer o mesmo erro.
Em 1º de agosto de 2025, conhecido como "Dia do Homem-Aranha", a Sony lançou um teaser de nove segundos do novo traje do Homem-Aranha de Holland para o filme. Ele apresentava cores vermelho e azul fiéis aos quadrinhos, teias em relevo e um leve desenho de teia de aranha hexagonal no tecido dos trajes anteriores de Holland, que também foi visto no traje dos quadrinhos originais. Michael McWhertor, do Polygon, comparou a teia em relevo ao traje da trilogia do Homem-Aranha de Sam Raimi e disse que o tecido era "brilhante e texturizado", um contraste com os trajes de alta tecnologia anteriores de Holland. James Westbrook, do Gizmodo, sentiu que o teaser indicava que parte do "azul metálico brilhante" visto no traje no final de No Way Home seria mantido. No dia seguinte, um teaser de vinte segundos foi lançado com uma visão completa de Holland trajado. Justin Carter, também do Gizmodo, disse que a maior mudança, além da teia em alto-relevo, foi o logotipo da aranha no peito, que é maior do que o dos trajes anteriores de Holland. Carter também destacou o uso do tema do Homem-Aranha do MCU de Michael Giacchino no teaser. Jordan Moreau, da Variety, disse que o traje completo estava mais próximo dos quadrinhos do que os trajes anteriores de Holland, enquanto McKinley Franklin, do The Hollywood Reporter, disse que se assemelhava aos trajes usados por Maguire e Andrew Garfield em filmes anteriores. Ao discutir o novo traje para o Screen Rant, Andy Behbakht o comparou ao traje apresentado no final de No Way Home. Ele destacou que o roteiro de No Way Home explica que Peter, de Holland, se inspirou nos trajes de Maguire e Garfield ao desenhar o seu próprio. Em 10 de agosto, a Sony lançou um vídeo dos bastidores recapitulando o primeiro dia de filmagem. Jack Dunn, também da Variety, sentiu que a Sony e a Marvel foram generosas com a quantidade de visualizações do filme que lançaram até agora.

## Lançamento

### Cinema
Spider-Man: Brand New Day está programado para ser lançado pela Sony Pictures Releasing nos Estados Unidos em 31 de julho de 2026. O lançamento estava previsto para 24 de julho daquele ano, mas foi adiado em uma semana para ser lançado duas semanas depois de The Odyssey, em vez de uma, evitando a disputa pela maioria das telas IMAX, que deveriam levar cerca de duas semanas para The Odyssey. A Disney pretendia lançar um filme não especificado da Marvel Studios naquela data inicial de julho, mas removeu isso de sua programação de lançamentos em agosto de 2024, o que permitiu à Sony agendar o quarto filme do Homem-Aranha naquela data. Fará parte da Fase Seis do MCU.

### Home video
Em abril de 2021, a Sony assinou acordos com a Netflix e a Disney pelos direitos de seus filmes de 2022 a 2026, após as janelas de exibição dos filmes nos cinemas e em casa. A Netflix assinou contrato para direitos exclusivos de streaming "pague 1 janela", que normalmente é uma janela de 18 meses e inclui futuros filmes do Homem-Aranha após Spider-Man: No Way Home. A Disney assinou os direitos "pague 2 janelas" para os filmes, que seriam transmitidos no Disney+ e no Hulu, além de transmitidos nas redes de televisão lineares da Disney.